# Йожен Йонеско
Йожен Йонеско (на румънски: Eugen Ionescu, Еуджен Йонеску; на френски: Eugène Ionesco) е румънско-френски драматург и писател, един от най-известните представители на „театъра на абсурда“, заедно със Самюъл Бекет.

## Биография
Роден е на 26 ноември 1909 година в Слатина в семейството на румънец и протестантка от френско-румънски произход. Автор е на прочути пиеси, играни по цял свят, в това число и България: „Плешивата певица“ (първата му театрална творба, написана през 1948 г.), „Носорози“, „Столовете“, „Картината“, „Двама в делириум“ и други. Член на Френската академия (1970) г.
Умира на 28 март 1994 година в Париж.

## Български преводи
- Приказки. в сб. „Пиеси“, Кюстендил, изд. Прилеп, 1990
- Самотникът (новела), София изд. Фама, 1993
- Дневник на откъси (откъси), София, изд. Лит. Форум, 1994
- Носорог, Плешивата певица и други пиеси, ИК „Колибри“, София, 1999, превод Бояна Петрова
- Въздушният пешеходец (10 пиеси и 10 есета за театъра), предговор, подбор и превод Огнян Стамболиев Плевен, изд. Леге Артис, 2007